# Tophane
Tophane ou Top-Hané est un quartier d'Istanbul, aujourd'hui intégré dans le district de Beyoğlu. Il tire son nom de la fabrique de canon (Tophane-i Amire) qui y fut fondée par Mehmet II le Conquérant.
C'était là que se trouvait l'Arsenal, et la convention de Tophane y fut signée en 1886.
On y remarque la fontaine de Tophane, une fontaine carrée construite en 1732 par le sultan Mahmud Ier.
Le musée naval d’Istanbul est installé dans ce quartier.